# Troppo sole
Troppo sole è un film del 1994 diretto da Giuseppe Bertolucci e interpretato in tutti i ruoli da Sabina Guzzanti.
Il film è stato prodotto da Pietro Formenton e Alberto Osella, titolari della casa di produzione La Banda Magnetica e dalla stessa Sabina Guzzanti. Soggetto e sceneggiatura sono di Giuseppe Bertolucci, Sabina Guzzanti e David Riondino. La fotografia è di Fabio Cianchetti. Il film è stato distribuito dalla Lucky Red.
Nel film la Guzzanti interpreta ben tredici personaggi, mentre tutto il resto del cast è costituito da comparse/culturisti. La pellicola è stata quasi interamente girata in Romagna, presso ex-colonie, discoteche riadattate per l'occasione e parchi a tema.

## Trama
La giornalista raccomandata Lalla riceve dal suo caporedattore Gianni l'incarico di girare uno special e intervistare Matilde, una rockstar sul viale del tramonto dal carattere scontroso e depresso a causa della concorrenza di Stella di Papà, una cantante più giovane, che con il singolo Do ut Des la sta scalzando dal primo posto della hit parade. Lalla inizialmente non riesce nell'intento d'incontrare Matilde (anche perché viene aggredita dal suo cane lupo Adamo) e così passa in rassegna alcune donne che le stanno vicino: la sorella Mara, tossicodipendente; la madre Desolata, analfabeta che da vent'anni cucina sempre e solo patate fritte; l'amica Ambra, stramba psicologa.
Proprio dalla dottoressa, Lalla conosce alcuni lati oscuri di Matile: ad esempio il suo odio verso l'universo maschile e la sua misantropia, che nascono sicuramente dal fatto che non ha mai avuto un buon rapporto col padre, spesso assente e manesco. Quando finalmente riesce a trovarsi faccia a faccia con l'artista, Lalla si lascia sfuggire un commento poco felice sulle esperienze con l'altro sesso di Matilde la quale, per tutta risposta, le sferra un pugno in faccia.
Mentre sta per tornare a casa la giornalista incontra una bambina indemoniata, già conosciuta precedentemente, che le chiede un passaggio in macchina. In realtà la conduce nel backstage di Stella di Papà, che la corrompe a suon di dollari per evitare che l'intervista programmata possa in qualche modo rilanciare la carriera in declino di Matilde. Lalla accetta e la DJ di Radio Torre Tozza, "Pazza Pazza" Patrizia, annuncia il temuto sorpasso: Stella di Papà è prima nella classifica delle vendite, Matilde è in crisi.
Stella di Papà, non paga del successo ottenuto, si traveste da Lalla e con l'inganno induce al suicidio Matilde tramite il taglio delle vene. Perché tutto quest'odio? Perché, come confesserà lei stessa, le due interpreti sono sorellastre: il loro padre aveva una doppia vita e si divideva tra due famiglie ma provava più affetto per Matilde, scatenando la gelosia omicida di Stella. Arrivano i Carabinieri che portano Stella in prigione e Matilde all'ospedale con quest'ultima che, mentre conclude la sua agonia, pronuncia per la prima volta parole d'affetto nei confronti dei suoi collaboratori più stretti.

## Citazioni
Nel film Sabina Guzzanti parodia alcuni personaggi reali, riprendendo alcuni suoi personaggi già lanciati in programmi come L'araba fenice e Tunnel.
Ad esempio Matilde, nella sua misantropia, ricorda il personaggio di Mina o la scontrosità di Loredana Bertè, mentre negli esordi come ragazza ye-ye assomiglia a Mia Martini; la ragazza indemoniata fa chiaro riferimento a Regan MacNeil, la bambina del film L'esorcista; la cantante di Poveretta me è una parodia di Édith Piaf, la dottoressa che vuole coniugare scienza e musica richiama Rita Levi Montalcini, mentre Stella di Papà - cantante glabra e a suo modo "maledetta" - assomiglia molto a Skin, leader degli Skunk Anansie.
Nel film doveva comparire anche una caricatura di Moana Pozzi, altro personaggio della Guzzanti di quegli anni, ma venne poi tagliato e ridotto alla sola comparsata nella scena finale, quando tutte le donne compaiono al capezzale di Matilde in ospedale.

## Colonna sonora
Troppo sole è anche il titolo di un brano che Sabina Guzzanti portò al Festival di Sanremo 1995. Verrà pubblicato anche un cd con le canzoni del film: le tracce però sono state ricantate per l'occasione, non sono le stesse versioni che si sentono nella pellicola. Le musiche sono del compositore Andrea Guerra.

## Premi
- Per Troppo sole Sabina Guzzanti riceve la nomination ai Nastri d'argento come miglior attrice protagonista e Grazia Colombini riceve la nomination al Nastro d'argento ai migliori costumi.